# Direcció general de Transport Terrestre
La Direcció general de Transport Terrestre és un òrgan de gestió del Ministeri de Foment d'Espanya, dependent orgànicament de la Secretaria General de Transport, que s'encarrega de l'ordenació general, en l'àmbit de les competències de l'Estat, en matèria de transport per carretera, serveis de transport ferroviari i transport per cable.

## Funcions
A més de les ja esmentades, el Reial decret 362/2017 li reconeix en particular les següents funcions:
- L'ordenació general i regulació del sistema de transport terrestre, que inclou l'elaboració dels projectes normatius mitjançant els quals s'estableixin les regles bàsiques del mercat ferroviari i de transportis per carretera, així com la resta de les normes que resultin necessàries per al correcte desenvolupament d'aquests mercats.
- La participació en l'elaboració de normes de la Unió Europea i altres organitzacions internacionals.
- La secretaria del Consell Nacional de Transports Terrestres.
- La coordinació de les Juntes Arbitrals del Transport i la resolució de conflictes competencials entre elles.
- L'elaboració de regles de coordinació relatives a l'exercici de les competències delegades per l'Estat en les comunitats autònomes en matèria de serveis de transport ferroviari i per carretera.
- La relació ordinària amb els òrgans col·legiats integrats en el Ministeri de Foment i amb totes aquelles entitats que representin al sector empresarial en matèria de serveis de transport per carretera.
- L'atorgament d'autoritzacions i títols habilitants per a la prestació dels serveis de transport per carretera que resultin exigibles conforme a la legislació interna o de la Unió Europea, o els convenis internacionals subscrits per Espanya.
- La proposta d'establiment d'obligacions de servei públic en la prestació de serveis de transport de viatgers per ferrocarril i carretera, així com, si escau, la determinació de les corresponents compensacions, i la tramitació, adjudicació i si escau, modificació, dels oportuns contractes de gestió de serveis públics o altres instruments mitjançant els quals s'hagués formalitzat el seu contingut.
- L'elaboració d'estudis per a l'anàlisi dels serveis de transport ferroviari i per carretera i l'elaboració de plans d'actuació administrativa sobre aquestes matèries, així com el suport i promoció del desenvolupament del transport intermodal.
- La inspecció i el control del compliment de les normes reguladores dels serveis de transport ferroviari i per carretera i de les seves activitats auxiliars i complementàries,
- La incoació, instrucció i resolució dels expedients sancionadors per incompliment de les normes reguladores dels serveis de transport ferroviari i per carretera i de les seves activitats auxiliars i complementàries.
- La coordinació de la inspecció del transport amb els òrgans i entitats encarregades de la vigilància del transport per ferrocarril i per carretera.
- L'elaboració dels plans anuals d'actuació general dels serveis d'inspecció, en col·laboració, si escau, amb les comunitats autònomes i les ciutats de Ceuta i Melilla.
- La coordinació de l'activitat inspectora i sancionadora en matèria de transport terrestre que ha estat delegada per l'Estat en les comunitats autònomes i a les Ciutats de Ceuta i Melilla.
- La coordinació amb les Forces i Cossos de Seguretat de l'Estat que tenen encomanada la vigilància del transport per carretera.
- L'impuls de la implantació i aplicació de noves tecnologies en el transport ferroviari i per carretera, especialment en relació amb la implantació, manteniment i explotació de sistemes intel·ligents de transport, sense perjudici de les competències del Ministeri de l'Interior i en coordinació amb la Direcció general de Carreteres.
- L'atorgament d'ajudes per a la millora dels transports ferroviaris i per carretera.
- El control i seguiment del compliment de les obligacions de servei públic imposades a serveis de transport per ferrocarril o carretera, així com dels corresponents contractes i d'execució pressupostària de les partides previstes per a la seva compensació.
- La gestió i tramitació pressupostària i de les despeses, sense perjudici de les competències de la Subsecretaria de Foment o altres òrgans superiors o directius del Departament i en coordinació amb ells.
- Totes aquelles funcions que la legislació sobre transport atribueix al Ministeri de Foment en relació amb els serveis de transport ferroviari prestats per RENFE Operadora o qualsevol altra empresa ferroviària.

## Dependències
De la Direcció general de Transport Terrestre depenen:
- La Subdirecció General d'Ordenació i Normativa de Transport Terrestre.
- La Subdirecció General de Gestió, Anàlisi i Innovació del Transport Terrestre.
- La Subdirecció General d'Inspecció de Transport Terrestre.

## Llista de directors generals
- Mercedes Gómez Álvarez (2018-)[2]
- Joaquín del Moral Salcedo (2012-2018)
- Manel Villalante i Llauradó (2010-2012)
- Francisco Espinosa Gaitán (2010)
- Fernando Pascual Bravo (1994-1996)
- Bernardo Vaquero López (1991-1994)
- Manuel Panadero López (1982-1991)
- Francisco González-Haba González (1982)
- Jesús Posada Moreno (1981-1982)
- Pedro González-Haba y González (1979-1981)
- José Luis García López (1977-1979)